# 船越運河
船越運河（ふなこしうんが）は、愛媛県の由良半島の中部にある運河。宇和島市と南宇和郡愛南町との境に位置する。

## 概要
北宇和郡と南宇和郡を隔てる由良半島は宇和海に長細く突き出ており、航行する船舶は半島先端の由良岬を回らねばならず、古くから不便をきたしていた。また海難事故も発生しがちであった。
由良半島のほぼ中央にある船越地区は地峡を形成しており、小型の漁船はここで陸揚げされ横断することもあった（「船越」の由来）。
当地の住民はしばしば船の運搬にかり出され、その手当は船1隻につき酒1または2升であったとされる。
運河開削に際しては、船越地区が最適な場所とされた。1950年（昭和25年）の国土総合開発法による四国西南地域の開発事業の一つとして船越運河があげられ、1960年（昭和35年）起工、1966年（昭和41年）に竣工した。小型漁船の航行が主体である。現在は国土交通省四国地方整備局が管理する開発保全航路である。
運河上部には愛媛県道292号線の道路橋である船越橋が架かっている。
運河の潮流は川のように速く、比較的透明度は高い。

## ギャラリー

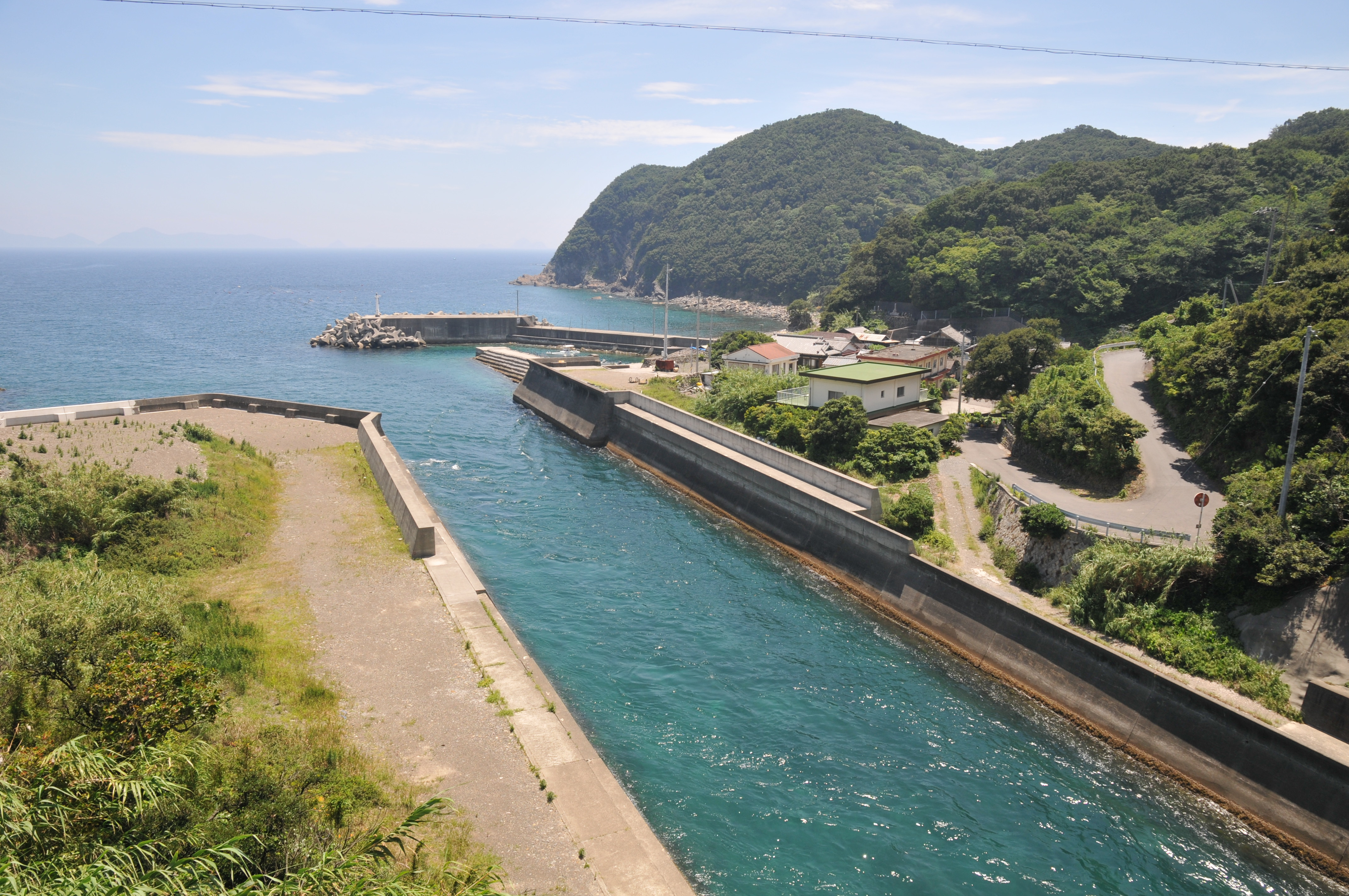

## 運河の規模
- 延長	200m
- 幅員	25m
- 水深	5m